# إسحق سنجر
إسحق مرِيت سنْجَر (بالإنجليزية: Isaac Merritt Singer)، (27 أكتوبر 1811 - 23 يوليو 1875). مخترع أمريكي يرجع إليه الفضل في جعل آلة الخياطة جهازًا منزليًا عالميًا. لقد قادته مهارته وبراعته بوصفه متخصصًا في الآلة ـ عندما عرضت عليه آلة غير متقنة ـ أن يرى إمكانية تشغيلها بصورة فعالة، وأن يكون لها استعمالات متعددة. وبرغم عدم إدراكه لما قام به وولتر هنت، وإلياس هاو، من عمل حول آلة الخياطة، فقد توصل سنجر، إلى حلول مشابهة لحلولهما.
وفي عام 1854، منحت الهيئات التشريعية إلياس هاو، حقوق براءة الاختراع الأساسية. ومن ثَمَّ قام سنجر، بتنظيم مصنعي آلة الخياطة في أول اتفاق بين عدة شركات في الصناعة الأمريكية. وسمح هذا الاتفاق، لسبع شركات رائدة، أن تشترك في الميزات البارزة لآلة الخياطة.
حصل سنجر على 13 مليون دولار، نتيجة نشاطه وجهوده في تطوير أعماله ولإحساسه التجاري القوي. كان سنجر أول شخص يُنْفق مليون دولار سنويًا للإعلان، والترويج. ولد سنجر في أوسويجو بنيويورك.